# Frank Rattray Lillie
Frank Rattray Lillie (Toronto, 27 de junho de 1870 – Chicago, 5 de novembro de 1947) foi um zoólogo estadunidense, pioneiro no estudo da embriologia. Nascido em Toronto, Ontário, Canadá, Lillie foi para os Estados Unidos em 1891 para estudar por um verão no Marine Biological Laboratory (MBL) em Woods Hole, Massachusetts. Lillie formou uma associação perene com o laboratório, tendo sido seu diretor em 1908. Seus esforços levaram o MBL a uma instituição de tempo integral.
Lillie foi apontado professor assistente da Universidade de Chicago em 1900.

## Biografia
Lillie estudou na Universidade de Toronto. Pretendendo inicialmente estudar teologia, Lillie foi tutelado por Robert Ramsay Wright e Archibald Macallum, que influenciaram Lillie a estudar endocrinologia e embriologia. Lillie graduou-se em 1891 e mudou-se para os Estados Unidos. Aceitou uma posição de verão no Marine Biological Laboratory (MBL) em Woods Hole, Massachusetts, tornando-se depois fellow em zoologia na Universidade Clark, onde foi aluno de Charles Otis Whitman.

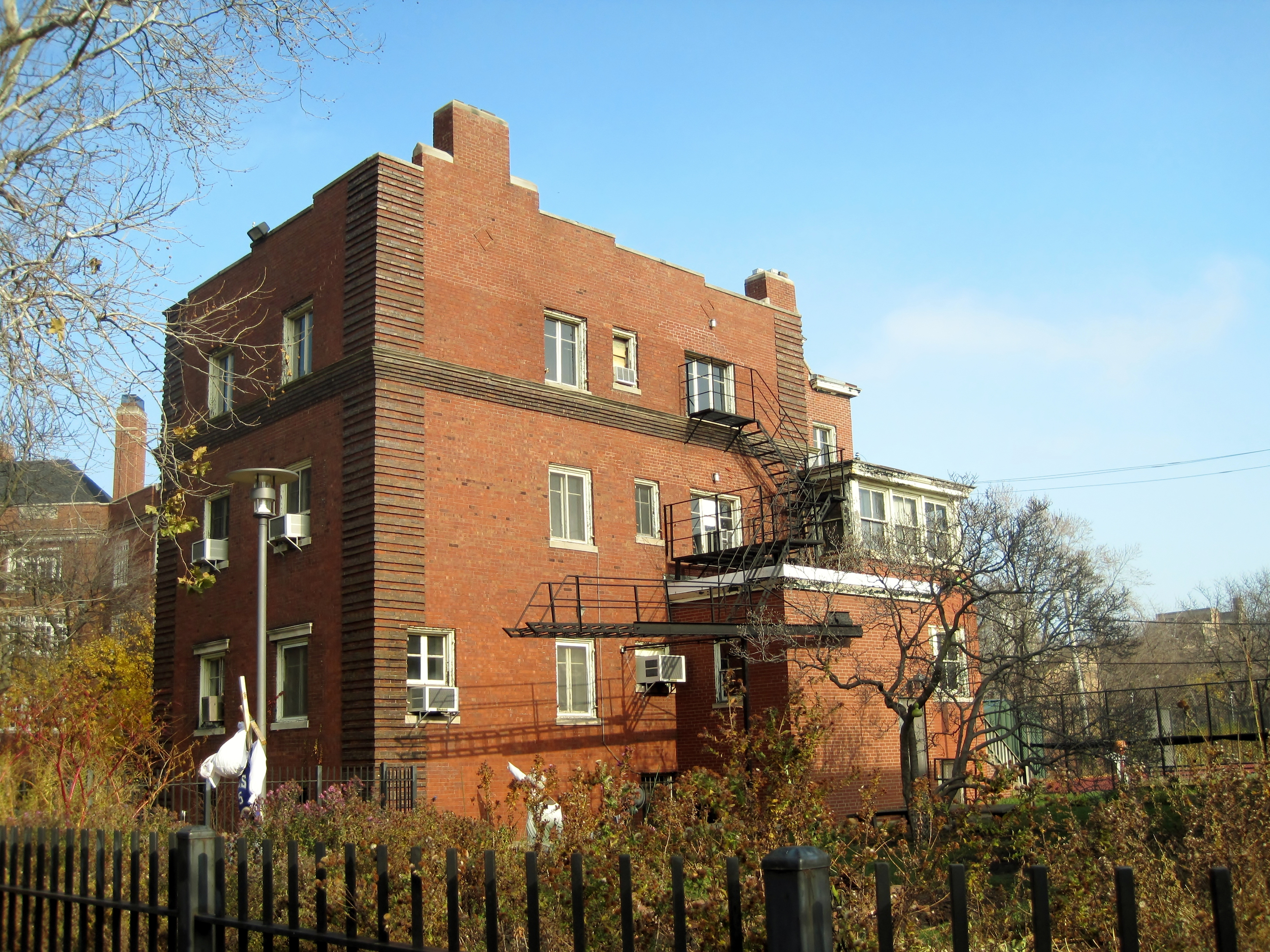
Enquanto em Chicago Lillie morou nesta casa, reconhecida como uma edificação de significância nacional (Marco Histórico Nacional).